# Cymothoa carryensis
Cymothoa carryensis är en kräftdjursart som beskrevs av Paul Gourret 1892. Cymothoa carryensis ingår i släktet Cymothoa och familjen Cymothoidae. Inga underarter finns listade i Catalogue of Life.